# 원성일
원성일(元聖逸, 1962년 9월 6일 ~ )은 대한민국 경상남도의회 의원이다.

## 학력
- 거제해성고등학교 졸업
- 창원대학교 행정학과 졸업

## 경력
- (주)삼성카드 창원지점장
- 바르게살기운동 상남동 위원장
- 경상남도교육청 예산결산 특별위원회 위원장
- 2018년 7월 1일 ~ 2022년 6월 30일: 제11대 경상남도의회 의원
- 2022.07 ~ : 더불어민주당 경상남도당 창원시 성산구 지역위원회 사무국장

## 역대 선거 결과
|  | 33.71% |

|  | 33.37% |